# شون وايت (لاعب كرة قاعدة)
شون وايت (بالإنجليزية: Sean White)‏ هو لاعب كرة قاعدة أمريكي، ولد في 25 أبريل 1981 في بولمان في الولايات المتحدة.

## وصلات خارجية
- شون وايت على موقع دوري كرة القاعدة الرئيسي (الإنجليزية)
- شون وايت على موقعبيزبول رفرنس.كوم (الدوري الرئيسي) (الإنجليزية)
- شون وايت على موقعبيزبول رفرنس.كوم (الدوري الثانوي) (الإنجليزية)
- شون وايت على موقع إي إس بي إن.كوم (أم.أل.بي) (الإنجليزية)
- شون وايت على موقع مشجعي الرسوم البيانية (الإنجليزية)